# Quercus lusitanica
A Quercus lusitanica, também conhecida como carvalhiça, carvalho-anão, cerqueiro-bravo é uma espécie natural de Portugal, Espanha e Marrocos. É um pequeno arbusto que normalmente não passa dos 50 centímetros de altura, sendo encontrado predominantemente em matas e matagais e suas flores surgem entre abril e junho, agrupadas separadamente por sexo em espigas alongadas pendentes, designadas por amentilhos. O seu fruto é a bolota, que tem entre 10 e 15 milímetros.
Este tipo de Carvalho tem tanino - que se encontra na casca em forma de pó - e é utilizado em curtumes. É também usado no fabrico de barris (com a sua madeira).